# 이세영 (배우)
이세영(한국 한자: 李世榮, 1992년 12월 20일 ~ )은 대한민국의 배우이다.

## 학력
- 울산제일고등학교 (졸업)
- 성신여자대학교 미디어영상연기학 (학사)

## 경력
1997년 MBC 어린이 프로그램 《뽀뽀뽀》로 데뷔해 같은 해 방영된 드라마 《형제의 강》을 시작으로 《온달 왕자들》, 《내 사랑 팥쥐》, 《위풍당당 그녀》, 《대장금》 등에 아역 연기자로 활약했다. 2004년에는 영화 《아홉살 인생》과 《여선생 VS 여제자》에서 주인공을 꿰차는 등 아역 배우로도 큰 사랑을 받았다. 이후 그녀는 20대 초반에 들어서면서 드라마 《보고싶다》(2012), 《KBS 드라마 스페셜 연작 시리즈 - 사춘기 메들리》(2013)와 영화 《무서운 이야기 2》(2013), 《피끓는 청춘》(2014) 등에 출연했다. 2016년 이세영은 드라마 《월계수 양복점 신사들》에서 일명 ‘아츄커플’로 달달한 연인을 연기하며 많은 사랑을 받았고 어엿한 성인 연기자로 변신하였다. 이후 《최고의 한방》, 《화유기》, 《왕이 된 남자》, 《의사요한》, 《메모리스트》, 《카이로스》 , 《법대로 사랑하라》, 《열녀 박씨 계약 결혼뎐》, 《사랑 후에 오는 것들》, 《모텔 캘리포니아》, 《재혼황후》 등 본인이 해보지 않았던 캐릭터를 위주로 선택해 매번 새로운 연기를 보여주고 있으며 '이세영 연기는 믿고 본다'는 말을 듣고 있다.

## 여담
- 사극에서 공주(청선공주), 궁녀(최금영), 기생(천관녀), 중전(문성군부인 유씨), 후궁(의빈 성씨), 애기씨(박연우) 등 다양한 신분을 연기했다. 한복이 잘 어울려 '확신의 중전상'이란 별명을 갖고 있다.
- 10살 차이의 배우 한지민과는 아역 출신이라는 《대장금》에 출연했다는 연기했다는 공통이 있다.

### 드라마
- 1996년 ~ 1997년 SBS 수목 특별기획 드라마 《형제의 강》
- 1998년 MBC 수목 특별기획 드라마 《대왕의 길》 ... 청선공주 역
- 1998년 SBS 아침 일일연속극 《엄마의 딸》
- 1999년 MBC 수목 특별기획 드라마 《우리가 정말 사랑했을까》 ... 강재영 역 (이나영 아역)
- 1999년 SBS 저녁 일일연속극 《약속》
- 1999년 KBS2 단막극 《일요베스트 - 위험한 자장가》 ... 임자민 역
- 2000년 MBC 단막극 《베스트극장 - 송이야 놀자》 ... 강송이 역
- 2000년 MBC 단막극 《베스트극장 - 그, 그녀에게 버림받다》
- 2000년 ~ 2001년 MBC 저녁 일일연속극 《온달 왕자들》 ... 여샛별 역
- 2001년 MBC 수목 미니시리즈 《선물》
- 2002년 EBS1 어린이 드라마 《TV로 보는 원작동화 - 로빈슨 크루소의 모험》 ... 이혜정 역
- 2002년 MBC 10부작 월화 미니시리즈 《내 사랑 팥쥐》 ... 양송이 역 (장나라 아역)
- 2003년 MBC 수목 미니시리즈 《위풍당당 그녀》 ... 이은희 역 (배두나 아역)
- 2003년 SBS 드라마 스페셜 《술의 나라》 ... 이선희 역 (김민정 아역)
- 2003년 KBS2 단막극 《드라마시티 - 디스코의 여왕》 ... 강수지 역
- 2003년 ~ 2004년 MBC 주말연속극 《회전목마》 ... 성은교 역 (장서희 아역)
- 2003년 ~ 2004년 MBC 월화 특별기획 대하드라마 《대장금》 ... 최금영 역 (홍리나 아역)
- 2004년 KBS2 월화 미니시리즈 《북경 내 사랑》 ... 장나라 역
- 2005년 KBS1 단막극 《KBS HDTV 문학관 - 소나기》 ... 소녀 역
- 2005년 SBS 드라마 스페셜 《돌아온 싱글》 ... 이수진 역
- 2005년 ~ 2006년 MBC 아침 일일연속극 《자매바다》 ... 송춘희 역 (이윤지 아역)
- 2011년 KBS2 단막극 《드라마 스페셜 - 영덕 우먼스 씨름단》 ... 차봉희 역
- 2011년 ~ 2012년 CHANNEL A 수목 특별기획 드라마 《총각네 야채가게》 ... 한태인 역
- 2012년 KBS1 주말 특별기획 대하드라마 《대왕의 꿈》 ... 천관녀 역
- 2012년 ~ 2013년 MBC 수목 미니시리즈 《보고싶다》 ... 한아름 역
- 2013년 SBS 주말 특별기획 드라마 《결혼의 여신》 ... 노민정 역
- 2013년 KBS2 4부작 단막극 《드라마 스페셜 연작 시리즈 - 사춘기 메들리》 ... 양아영 역
- 2013년 MBC 단막극 《드라마 페스티벌 - 하늘재 살인사건》 ... 김미수 역
- 2014년 KBS2 월화 미니시리즈 《트로트의 연인》 ... 박수인 역
- 2014년 tvN 금토 미니시리즈 《아홉수 소년》 ... 선아 역 (특별출연)
- 2016년 OCN 일요 미니시리즈 《뱀파이어 탐정》 ... 한겨울 역
- 2016년 ~ 2017년 KBS2 주말연속극 《월계수 양복점 신사들》 ... 민효원 역
- 2017년 네이버 웹 드라마 《하와유브레드》 ... 노미래 역
- 2017년 KBS2 금토 미니시리즈 《최고의 한방》 ... 최우승 역
- 2017년 ~ 2018년 tvN 주말 미니시리즈 《화유기》 ... 좀비소녀 진부자 & 정세라 & 봉순 & 아사녀 역
- 2019년 tvN 월화 미니시리즈 《왕이 된 남자》 ... 유소운 역
- 2019년 SBS 금토 미니시리즈 《의사요한》 ... 강시영 역
- 2020년 tvN 수목 미니시리즈 《메모리스트》 ... 한선미 역
- 2020년 MBC 월화 미니시리즈 《카이로스》 ... 한애리 역
- 2021년 ~ 2022년 MBC 금토 미니시리즈 《옷소매 붉은 끝동》 ... 성덕임 역
- 2022년 KBS2 월화 미니시리즈 《법대로 사랑하라》 ... 김유리 역
- 2023년 MBC 금토 미니시리즈 《열녀 박씨 계약 결혼뎐》 ... 박연우 역
- 2024년 쿠팡플레이 오리지널 시리즈 《사랑 후에 오는 것들》 ... 최홍(베니) 역
- 2025년 MBC 금토 미니시리즈 《모텔 캘리포니아》 ... 지강희 역
- 2026년 디즈니플러스 《재혼황후》 ... 라스타 역

### 시트콤
- 2006년 ~ 2007년 MBC 저녁 일일시트콤 《거침없이 하이킥》 ... 이세영 & 본인 역 (143회, 특별출연)
- 2008년 MBC 저녁 일일시트콤 《코끼리》 ... 국세영 역

### 영화
| 연도 | 제목                             | 역할            | 비고     |
| ---- | -------------------------------- | --------------- | -------- |
| 2004 | 《고독이 몸부림칠 때》           | 영희            |          |
| 2004 | 《아홉살 인생》                  | 장우림          |          |
| 2004 | 《여선생 VS 여제자》             | 고미남          |          |
| 2005 | 《내 생애 가장 아름다운 일주일》 | 자스민          |          |
| 2007 | 《열세살, 수아》                 | 이수아          |          |
| 2012 | 《내 아내의 모든 것》            | 장성기의 스토커 |          |
| 2012 | 《청포도 사탕: 17년 전의 약속》  | 은행 고객       | 우정출연 |
| 2013 | 《무서운 이야기 2》              | 이세영          |          |
| 2014 | 《피끓는 청춘》                  | 최소희          |          |
| 2018 | 《수성못》                       | 오희정          |          |
| 2020 | 《호텔 레이크》                  | 한유미          |          |
| 2022 | 《서울대작전》                   | 극장 여직원     | 특별출연 |

## 연기 외 활동

### 예능 프로그램
| 연도        | 방송사   | 제목                                  | 출연      | 비고                                                                 |
| ----------- | -------- | ------------------------------------- | --------- | -------------------------------------------------------------------- |
| 1997        | MBC      | 《뽀뽀뽀》                            |           | 데뷔작                                                               |
| 1998        | KBS2     | 《혼자서도 잘해요》                   | 고정      |                                                                      |
| 2003        | MBC      | 《토크쇼 임성훈과 함께》              | 게스트    |                                                                      |
| 2003        | MBC      | 《느낌표》                            | 게스트    |                                                                      |
| 2004        | MBC      | 《섹션TV 연예통신》                   | 인터뷰    | 2004.06.30, 2004.11.10 '염정아, 이지훈' 편                           |
| 2008        | MBC      | 《무한도전》                          | 특별 출연 | (114회), '대체에너지 특집 2탄' 편,(133회), '2009달력 특집'           |
| 2011        | KBS2     | 《여유만만》                          |           |                                                                      |
| 2012        | MBC      | 《공감토크쇼 놀러와》                 | 게스트    | 2012.06.04(391회) '국민 여동생 스페셜' 편                            |
| 2012        | MBC      | 《황금어장 - 라디오스타》             | 게스트    | 2012.10.10(300회) '아역 톱스타 특집' 편                              |
| 2014        | SBS      | 《일요일이 좋다 - 런닝맨》            | 게스트    | 2014.01.19(181회) '농촌 로맨스' 편                                   |
| 2016        | FashionN | 《화장대를 부탁해 2》                 | 게스트    | (13회)                                                               |
| 2017        | KBS2     | 《해피투게더 3》                      | 게스트    | 2017.02.16(486회) '오 나의 여사친!' 편                               |
| 2017        | On Style | 《겟잇뷰티 2017》                     | MC        | 2017.02.19 ~ 2017.12.13 이하늬, 박산다라, 김세정, 박나래와 공동 진행 |
| 2017        | JTBC     | 《한끼줍쇼》                          | 게스트    | 2017.03.15(22회) 현우와 동반 출연                                    |
| 2017        | SBS      | 《런닝맨》                            | 게스트    | 2017.03.26(343회) '연예계 5공주와 함께 하는 봄맞이 커플 레이스' 편   |
| 2017        | On Style | 《립스틱 프린스2-초밀착 터치 스캔들》 | 게스트    | 2017.03.30(1회)                                                      |
| 2017        | MBC      | 《미스터리 음악쇼 복면가왕》          | 참가자    | 2017.04.30(109회) '만나면 반갑다고 뽀뽀뽀 키싱구라미'                |
| 2018        | 채널A    | 《천만홀릭 커밍쑨》                   | 게스트    |                                                                      |
| 2018 ~ 2019 | TVN      | 《주말 사용 설명서》                  | 고정      | 2018.09.30 ~ 2019.01.27 20부작                                       |
| 2022        | MBC      | 《황금어장 라디오스타》               | 게스트    |                                                                      |
| 2022        | MBC      | 《심야괴담회》                        | 게스트    | 1월 27일 (43회)                                                      |
| 2022        | MBC      | 《옷소매 붉은 끝동 부여잡고》         | 고정      |                                                                      |
| 2022        | JTBC     | 《아는형님》                          | 게스트    |                                                                      |
| 2023        | MBC      | 《심야괴담회》                        | 괴스트    | 11월 14일                                                            |
| 2023        | MBC      | 《MBC 방송연예대상》                  | 공동진행  | 12월 29일                                                            |
| 2024        | tvN      | 《유 퀴즈 온 더 블럭》                | 게스트    | 9월 18일                                                             |
| 2024        | tvN      | 《텐트 밖은 유럽 로맨틱 이탈리아편》  | 고정      | 10월 17일 ~                                                          |

뮤직 비디오
| 연도 | 가수                  | 노래                 | 비고 |
| ---- | --------------------- | -------------------- | ---- |
| 2002 | S.E.S.                | 〈S.Ⅱ.S〉            |      |
| 2008 | 블랙                  | 〈가슴아 그만〉      |      |
| 2011 | 보이프렌드            | 〈내 여자 손대지마〉 |      |
| 2014 | 정동하                | 〈If I〉             |      |
| 2014 | 이승환 (feat. 이소은) | 〈너에게만 반응해〉  |      |

앨범
| 발매 연도 | 앨범명           | 타이틀곡         | 발매사                              | 기획사                                      |
| --------- | ---------------- | ---------------- | ----------------------------------- | ------------------------------------------- |
| 2017      | 노래로 하는 고백 | 노래로 하는 고백 | 지니뮤직, Stone Music Entertainment | Stone Music Entertainment, 냠냠엔터테인먼트 |

### 광고
| 연도          | 기업명           | 제품명                               | 종류                | 공동 출연                      |
| ------------- | ---------------- | ------------------------------------ | ------------------- | ------------------------------ |
| 2001          | CJ제일제당       | 해찬들 태양초고추장                  | 식품                |                                |
| 2001          | 교원             | 빨간펜                               | 학습지              |                                |
| 2002          | 윌로펌프 코리아  | 윌로펌프                             | 펌프 전문기업       | 유승호                         |
| 2002          | 이솝             | 이솝                                 | 아동 의류           |                                |
| 2003 ~ 2004   | 예신퍼슨스       | 마루                                 | 의류                | 유승호, 강동원, 김정화 외      |
| 2007          | JCB주니어        | JCB                                  | 아동 의류           |                                |
| 2007          | 농심             | 새우깡                               | 스낵                | 김석                           |
| 2008 ~ 2009   | LG생활건강       | 나나스'비                            | 10대 화장품         | 샤이니                         |
| 2011          | (주)엔프라니     | 엔프라니 페이스 디자이너 오토펫      | 화장품              |                                |
| 2011          | LG 유플러스      | LG유플러스 LTE                       | 통신사              |                                |
| 2012          | 롯데제과         | 빼빼로 패밀리                        | 스틱초코과자        | 이병준, 박준금, 안선영, 이광수 |
| 2012          | 삼천리자전거(주) | 삼천리자전거                         | 자전거              | 유아인                         |
| 2013          | 이베이 코리아    | 옥션                                 | 오픈마켓            |                                |
| 2013          | 한국존슨앤존슨   | 클린&클리어                          | 화장품              |                                |
| 2017          | 잡코리아         | 알바몬 × '최고의 한방' (풋티지 광고) | 취업/아르바이트포털 | 차은우, 김민재                 |
| 2017 ~ (현재) | (주)토니모리     | 토니모리                             | 화장품 로드숍       | 서강준(2017년)                 |
| 2017 ~ (현재) | 빙그레           | 요플레                               | 유제품              |                                |
| 2018 ~ (현재) | SG세계물산       | 에이비.플러스                        | 여성 의류           |                                |

## 홍보대사
| 연도 | 홍보대사명                          | 비고 |
| ---- | ----------------------------------- | ---- |
| 2005 | 명예 우주 홍보대사                  |      |
| 2008 | 제1회 서울시 10대 여성축제 홍보대사 |      |
| 2011 | 성신여자대학교 학생홍보대사         |      |
| 2011 | 에너지시민연대 홍보대사             |      |

## 수상 및 후보
| 연도 | 시상식                      | 부문                                 | 작품                     | 결과 | 출처   |
| ---- | --------------------------- | ------------------------------------ | ------------------------ | ---- | ------ |
| 2004 | 제12회 이천춘사대상영화제   | 아역상                               | 아홉살 인생              | 수상 | [ 9 ]  |
| 2004 | 제3회 대한민국영화대상      | 신인여우상                           | 아홉살 인생              | 후보 |        |
| 2005 | 제41회 백상예술대상         | 영화부문 여자 신인연기상             | 여선생 VS 여제자         | 후보 |        |
| 2005 | KBS 연기대상                | 여자 청소년연기상                    | KBS HDTV 문학관 - 소나기 | 수상 | [ 10 ] |
| 2016 | KBS 연기대상                | 여자 신인연기상                      | 월계수 양복점 신사들     | 수상 | [ 11 ] |
| 2016 | KBS 연기대상                | 베스트 커플상(with 현우)             | 월계수 양복점 신사들     | 수상 | [ 11 ] |
| 2017 | 제53회 백상예술대상         | TV부문 여자 신인연기상               | 월계수 양복점 신사들     | 수상 | [ 12 ] |
| 2017 | 제53회 백상예술대상         | TV부문 여자 인기상                   | 월계수 양복점 신사들     | 후보 | [ 12 ] |
| 2017 | 제10회 코리아 드라마 어워즈 | 여자 신인연기상                      | 월계수 양복점 신사들     | 후보 | [ 13 ] |
| 2019 | 제14회 숨피 어워즈          | 최우수조연상 여자부문                | 화유기                   | 후보 |        |
| 2019 | 제14회 숨피 어워즈          | 브레이크아웃 배우상                  | 화유기                   | 후보 |        |
| 2019 | 제12회 코리아 드라마 어워즈 | 여자 우수연기상                      | 왕이 된 남자             | 수상 |        |
| 2019 | SBS 연기대상                | 미니시리즈부문 여자 우수연기상       | 의사요한                 | 수상 |        |
| 2019 | SBS 연기대상                | 베스트 커플상 (with 지성)            | 의사요한                 | 후보 |        |
| 2020 | MBC 연기대상                | 월화 미니·단막부문 여자 최우수연기상 | 카이로스                 | 후보 |        |
| 2020 | MBC 연기대상                | 베스트 커플상 (with 신성록)          | 카이로스                 | 후보 |        |
| 2021 | MBC 연기대상                | 미니시리즈부문 여자 최우수연기상     | 옷소매 붉은 끝동         | 수상 |        |
| 2021 | MBC 연기대상                | 베스트 커플상 (with 이준호)          | 옷소매 붉은 끝동         | 수상 |        |
| 2022 | 제58회 백상예술대상         | TV부문 여자 최우수연기상             | 옷소매 붉은 끝동         | 후보 |        |
| 2022 | 제8회 에이판 스타 어워즈    | 미니시리즈부문 여자 최우수연기상     | 옷소매 붉은 끝동         | 후보 |        |
| 2022 | 제8회 에이판 스타 어워즈    | 인기스타상                           | 옷소매 붉은 끝동         | 후보 |        |
| 2022 | 제8회 에이판 스타 어워즈    | 베스트 커플상 (with 이준호)          | 옷소매 붉은 끝동         | 후보 |        |
| 2022 | KBS 연기대상                | 여자 최우수연기상                    | 법대로 사랑하라          | 후보 |        |
| 2022 | KBS 연기대상                | 미니시리즈부문 여자 우수연기상       | 법대로 사랑하라          | 후보 |        |
| 2022 | KBS 연기대상                | 여자 네티즌상                        | 법대로 사랑하라          | 후보 |        |
| 2022 | KBS 연기대상                | 베스트 커플상 (with 이승기)          | 법대로 사랑하라          | 수상 |        |
| 2023 | 제50회 한국방송대상 시상식  | 최우수 연기자상                      | 법대로 사랑하라          | 수상 |        |
| 2023 | MBC 연기대상                | 미니시리즈 부문 여자 최우수연기상    | 열녀박씨 계약결혼뎐      | 수상 |        |
| 2023 | MBC 연기대상                | 베스트 커플상 (with 배인혁)          | 열녀박씨 계약결혼뎐      | 후보 |        |